# Танкери проект Р-70046
Р-70046 са серия арктически танкери със задвижваща установка azipod.
Съвместен проект на финландската компания Aker Arctic Technology и руските Адмиралтейски верфи. Построени с използването на технологията „Танкер с двойно предназначение“. Водоизместимост – 70 000 тона.

## Характеристики
Основни характеристики:
- дължина: 260 m,
- ширина: 34 m,
- газене: 13,6 m,
- скорост:
  - в открити води: 16 възела,
  - по лед с дебелина 1,2 метра с кърмата напред: 3 възела,
- мощност на електроенергетичната установка: 25 MW,
- двигателна установка: тип azipod 2x8,5 MW,
- брой места на кораба: 35.

## Представители
- „Михаил Ульянов“ (танкер) спуснат на вода на 30.10.2008 [неработеща препратка]
- „Кирил Лавров“ (танкер) спуснат на вода на 18.12.2009 [неработеща препратка]